# میزان‌نما
میزان‌نما (به انگلیسی: Time signature) معادل نسبتی از نت گرد است که در یک میزان محصور شده‌است. در گذشته، «کسر میزان» نام برده می‌شد که امروزه آن را با کلمه صحیح‌تر میزان‌نما می‌خوانند.
اگر در تعریفی از میزان‌نما بگوییم عدد بالایی تعداد ضرب و عدد پایینی، واحد ضرب (نسبت آن به نت گرد) را نشان می‌دهد اشتباه است زیرا در میزان‌های ترکیبی واحد ضرب با عدد پایینی یکی نیست برای نمونه در میزان ترکیبی ۶ روی ۸ که یک میزان دوضربی ترکیبی است، واحد ضرب سیاه نقطه‌دار است
در واقع می‌شود گفت که صورت کسر تعداد ضرب یا کمیت ضرب و مخرج کسر کیفیت ضرب را نشان می‌دهد.

## انواع میزان‌نما
بسته به اینکه موسیقی یک ریتم ساده را دنبال کند یا تغییر ضرب‌های مختلفی را داشته باشد، گونه‌های مختلفی از میزان‌نما وجود دارد. به‌طور کلی سه نوع میزان وجود دارد: ساده، ترکیبی و لنگ.
در میزان‌های ساده، کشش هر ضرب، یکی از شکل‌های سادهٔ نت‌هاست. مانند: سیاه، سفید، چنگ و غیره.
در میزان‌های ترکیبی، کشش هر ضرب، معادل یک نت نقطه‌دار است. مانند: سیاه نقطه‌دار یا سفید نقطه‌دار.

### میزان‌نمای ساده
در میزان‌های ساده، عدد بالایی نمایانگر تعداد ضرب است که می‌تواند اعداد ۲، ۳ یا ۴ باشد ولی عدد پایینی نشان دهندهٔ کشش هر ضرب (نسبت به نت گرد) است؛ مثلاً نمای سادهٔ ۳/۸، بیانگر میزان سه ضربی (عدد بالایی) است که هر ضرب آن به اندازهٔ کشش نت چنگ (۱/۸ نت گرد) طول می‌کشد؛ بنابراین میزان‌نماهای ۲/۲، ۲/۴، ۲/۸، ۳/۲، ۳/۴، ۳/۸، ۴/۲، ۴/۴ و ۴/۸ همگی میزان‌های ساده هستند. دقت شود که عدد پایینی، همگی اعدادی از توان ۲ هستند که همین مورد موجب می‌شود که کشش هر ضرب، یکی از شکل‌های سادهٔ نت‌ها (سیاه، سفید، چنگ و…) باشد.

### میزان‌نمای ترکیبی
در میزان‌های ترکیبی، کشش هر ضرب، معادل یک نت نقطه‌دار است و به همین دلیل هر ضرب را در این میزان‌ها می‌توان به ۳، ۶، ۱۲ و… قسمت مساوی تقسیم کرد. برای یافتن تعداد ضرب‌های میزان ترکیبی، عدد بالایی را تقسیم بر ۳ می‌کنیم؛ مثلاً در میزان ۶/۸، یک میزان ۲ ضربی است. (تقسیم ۶ بر عدد ۳). حال باید دید که هر کشش (دیرند) هر ضرب چه قدر است. در میزان‌های ترکیبی، ۳ برابر عدد پایینی برابر است با کشش هر ضرب؛ یعنی در میزان‌نمای ۶/۸، سه برابر ۱/۸ می‌شود ۳/۸. به عبارتی سه نت چنگ (سه تا ۱/۸ نت گرد) که برابر است با سیاه نقطه‌دار. پس ۶/۸ میزانی دو ضربی است هر ضرب آن، معادل یک نت سیاه نقطه‌دار است. میزان‌نماهای ۶/۴، ۶/۸، ۶/۱۶، ۹/۴، ۹/۸، ۹/۱۶، ۱۲/۴، ۱۲/۸، ۱۲/۱۶ همگی ترکیبی هستند
در واقع میزان ترکیبی با ضرب کردن میزان‌نمای ساده در عدد سه دوم به دست می‌آید و اگر بخواهیم معادل سازی کنیم باید آن را بر عدد سه دوم تقسیم کنیم مثلاً میزان‌نمای شش هشتم اگر تقسیم بر عدد سه دوم به شود می‌شود ۲ چهارم این بدان معناست چه شش هشتم دو ضرب دارد و و هر ضرب آن معادل یک سیاه نقطه‌دار است.